# Владислав Гомулка
Владислав Гомулка (пољ. Władysław Gomułka; 6. фебруар 1905 — 1. септембар 1982) био је пољски комунистички вођа и де факто вођа Пољске од 1945. до 1948. и од 1956. до 1970. године.

## Биографија
Рођен је 1905. у селу Кросну (тада део Аустроугарске). Члан Комунистичке партије Пољске постао је 1926. године. Након једногодишњег боравка у Совјетском Савезу 1934, по повратку у Пољску је осуђен на робију, коју је издржавао све до почетка Другог светског рата.
Током рата је постао утицајан пољски комунист до те мере да је уверио Стаљина да му допусти оснивање пољске комунистичке партије под именом Пољска радничка партија. Учествовао је у доласку комуниста на власт у Пољској након рата и у том периоду био заменик премијера Привремене владе Републике Пољске 1945. године.
Током првих послератних година уништио је утицај опозиције у Пољској и био један од најмоћнијих пољских комуниста. Међутим, током унутарпартијских борби за утицај између 1951. и 1954, био је оптужен да је десничар и реакционар и избачен из чланства владајућег ПУРП-а.
Након Бјерутове смрти 1956. и почетка дестаљинизације у Пољској, избили су раднички протести у Познању због раста цена, несташице основних животних потрепштина и осталог. Владине снаге угушиле су протесте, при чему је било и мртвих. Рехабилитован током дестаљинизације, Гомулка је поновно дошао на власт након што га је Едвард Охаб позвао да смири стање у држави. Прво је из Политбироа и министарства одбране уклонио маршала Константина Рокосовског (који је наредио пуцање на раднике у Познању) и уверио Совјете да Пољска не намерава напустити социјализам. Пошто је добио совјетску подршку, постао је нови секретар ПУРП и покренуо низ привредних реформи и градио „пољски пут у социјализам“.
Иако је током првих година своје владавине био веома популаран међу народом, од 1960—их је постао конзервативан под све већим совјетским утицајем. Подупирао је прогоне студената, интелигенције и припадника Римокатоличке цркве. Године 1968. повео је жестоку антиционистичку кампању због противљења совјетског блока Шестодневном рату (иако му је жена била Јеврејка). Исте је године учествовао у инвазији Варшавског пакта на Чехословачку.
У децембру 1970. био је натеран у пензију услед избијања немира лучких радника у пољским приморским градовима. У званичној верзији повукао се из здравствених разлога, иако је заправо уистину претрпео срчани удар. Његово место преузео је млађи Едвард Гјерек и стање у земљи се смирило. Владислав Гомулка умро је од рака 1982. у 77. години. Мемоари су му објављени 1994. године.